# ブルーケーブ沖縄
沖縄マリンサービス ブルーケーブ（おきなわマリンサービス ブルーケーブ）は、沖縄県うるま市にあるダイビングショップ。青の洞窟として知られる美しい海域でのダイビング・シュノーケリング・SUPなどのマリンアクティビティを提供している。2024年6月14日にオープンし、同年12月25日に公式ウェブサイトを開設した。

## 概要
- 沖縄マリンサービス ブルーケーブでは、世界的にも人気のある「青の洞窟」での体験ダイビングやシュノーケリング、SUPのツアーを実施している[1]。
- 体験ダイビング、ファンダイビング、リフレッシュダイビングといったダイビングメニューのほか、PADIライセンス取得コースも提供している。
- 指導やサポートは一組貸し切り制（プライベートガイド）で行われることが特徴で、初心者でも安心して参加しやすい体制が整っている[1]。
- 真栄田岬にある青の洞窟付近をメインフィールドとし、送迎、器材レンタル、写真・動画の撮影・提供などを含む各種サービスを行う。
- 営業時間は7時から19時まで（年中無休）である[1]。

## 主なサービス
体験ダイビング
ライセンス不要で参加可能。足のつく浅瀬で事前練習を行うため、初心者や泳ぎに自信がない人でも安心して体験できる。
ファンダイビング
Cカード所持者向けのコース。追加ダイブのオプションや、レンタル器材のオプションがある。
リフレッシュダイビング
ブランクダイバーや久しぶりに潜る人向けに、基本スキルから再度復習しながら潜るプラン。
スノーケリング
泳ぎに自信がない人や小さな子どもでも参加しやすいプラン。洞窟内や周辺での神秘的な景色や魚群観察がメイン。
SUP・サンセットSUP
スタンドアップパドルボードを用いたアクティビティ。沖縄の海をのんびり楽しむプランや、夕暮れ時を狙ったサンセットSUPプランが用意されている。
PADIライセンス取得コース
PADIのオープンウォーター（OW）からアドバンスド、レスキュー、ダイブマスターまで各種コースを開催している。

## 店舗情報
- 住所：〒904-1115 沖縄県うるま市石川伊波1553 250 沖縄安全体験ダイビングセンター No.6[1]
- 電話番号：090-9496-6700
- 営業時間：7:00 - 19:00（年中無休）
- アクセス：那覇空港から車で約45分～1時間ほど。無料駐車場・送迎サービスあり（予約時に要相談）。

## 歴史
- 2024年6月14日 - 沖縄マリンサービス ブルーケーブとしてオープン[1]。
- 2024年12月25日 - 公式ウェブサイトを開設。

## 特徴
- 初心者向けに充実したサポート体制を整え、安全第一のダイビングやシュノーケリングを実施している。
- 写真や動画撮影サービスを無料で行い、参加者にデータを提供する。
- 海況や天候に応じて代替ポイントを柔軟に選定し、ツアーを催行する体制を取っている。
- 一組貸し切り制のため、周囲を気にせず自分たちのペースで海のレジャーを楽しめる。